# 伊藤謙吉
伊藤 謙吉（いとう けんきち、1836年4月9日（天保7年2月24日） - 1917年（大正6年）2月24日）は、刈谷藩士、政治家（衆議院議員2期）、実業家。別名は伊藤 三弥（いとう さんや）。

## 経歴

### 青年期
天保7年2月24日(旧暦)（1836年）、三河国碧海郡の刈谷城内に生まれた。兵庫県出身、伊勢国出身とされることもある。父は伊藤庄兵衛保秀。刈谷藩の藩校である文礼館に学び、尾張国の儒学者である伊藤両村の私塾でも学んだ。17歳で京都に出ると、頼三樹三郎の私塾で学ぶ中で尊王思想が芽生えた。

### 天誅組の挙兵
安政6年（1859年）7月にはいとを妻に娶った。同年に父が死去すると、岩倉具視が洛北の岩倉村に蟄居していた際に岩倉邸に仕え、岩倉具視と志士との連絡役を担った。文久3年（1863年）には大和国で天誅組の挙兵に加わり、武器方の役を勤めた。天誅組の挙兵までは伊藤三弥を名乗っている。天誅組の劣勢が明らかになると京都に逃れ、その後は坂木静江や坂木謙斎などという変名を用いて諸国を浪人した。京都に逃れたのが脱走だったのか、松本奎堂の密命を受けた逃走だったのかは定かでない。

### 新政府下
天誅組の挙兵後には伊藤三弥ではなく伊藤謙吉を名乗っている。1868年（慶応4年）に明治政府が発足して明治維新が起こると、木戸・岩倉両家の推挙にて司法省の出仕となり、次いで佐賀と徳島の各始審裁判所長を歴任した。1883年（明治16年）には内務省に転じ、内務書記官、三重県大書記官となる。1890年（明治23年）には三重県令を拝命したが、同年に官を辞した。
1890年（明治23年）の第1回衆議院議員総選挙において、三重4区から自由党公認で立候補して初当選。1892年（明治25年）の第2回衆議院議員総選挙では独立倶楽部から立候補して再選。1893年（明治26年）に衆議院議員を辞職したが、衆議院議員は2期務めた。

### 実業家として
高知県で板垣退助と共同で寒川鉱山を経営した。東京株式取引所を設立して理事を務めた。東京の木挽町に歌舞伎座株式会社を設立して社長を務めた。後年には新潟県長岡市で石油事業を行った。娘である坂木那津子の没後、財産が郷里の刈谷町立亀城小学校に寄贈され、奨学金制度として坂木奨学資金が発足した。